# Văn hóa Khuất Gia Lĩnh
Văn hóa Khuất Gia Lĩnh (屈家嶺文化) là một nền văn hóa thuộc thời đại đồ đá mới có niên đại 3000-2600 TCN, phân bố tại bình nguyên Giang Hán ở trung du Trường Giang, được đặt tên theo di chỉ Khuất Gia Lĩnh tại huyện Kinh Sơn của tỉnh Hồ Bắc. Nền văn hóa này có phạm vi ảnh hưởng rộng, đông đến Hoàng Cương và Ngạc Thành thuộc đông bộ Hồ Bắc, tây đến khu vực Tam Hiệp, bắc đến Nam Dương thuộc Hà Nam, nam đến bờ hồ Động Đình, tây bắc kéo dài đến lưu vực Đan Giang ở nam bộ Thiểm Tây.
Di chỉ Khuất Gia Lĩnh được khai quật từ năm 1955 đến 1957, sau đó các học giả lại khai quật được thêm nhiều di chỉ thuộc văn hóa Khuất Gia Lĩnh tại các nơi thuộc Hồ Bắc, trong đó có nhiều di chỉ như di chỉ Quan Miếu Sơn ở Chi Giang phát hiện thấy mối quan hệ với các nền văn hóa tiền kỳ và hậu kỳ, nhận định rằng văn hóa Khuất Gia Lĩnh kế thừa văn hóa Đại Khê ban đầu ở trung du Trường Giang, còn kế thừa nó là văn hóa Thanh Long Tuyền (hay văn hóa Long Sơn Hồ Bắc).
Trong các di chỉ thuộc văn hóa Khuất Gia Lĩnh đã phát hiện thấy dấu tích của lúa gạo, các động vật như gà, dê, chó, lợn, khai quật được một lượng lớn đồ gốm dùng trong xe sợi, chứng minh việc sản xuất tơ lụa rất phát triển. Trên phương diện kiến trúc, việc nung khối đất để tạo thành vật liệu xây dựng đã rất thành thục. Ngoài ra, còn phát hiện một lượng lớn kiến trúc mộ táng với nhiều đồ gốm tùy táng. Đồ gốm thuộc văn hóa Khuất Gia Lĩnh kế thừa đồ chân vòng của văn hóa Đại Khê song cũng có đồ ba chân nhiều cải biến.
Nhiều hiện vật của nền văn hóa Khuất Gia Lĩnh nay được đặt trong Bảo tàng tỉnh Hồ Bắc.